# دايفيد بي غولدمان
دايفيد بي غولدمان (بالإنجليزية: David P. Goldman)‏ هو اقتصادي وصحفي وكاتب أمريكي، ولد في 27 سبتمبر 1951.